# Cimetière des Batignolles
Pour les articles homonymes, voir Batignolles.
Le cimetière des Batignolles  est un cimetière parisien, dont l'entrée est située au 8 rue Saint-Just, 17e arrondissement de Paris, dans le quartier des Épinettes.
Il s'étend principalement sur le nord-est du 17e arrondissement et secondairement sur le sud de Clichy, le long du boulevard Victor Hugo. Il ouvre le 22 août 1833.
Ce cimetière est partiellement surplombé par le boulevard périphérique, entre les portes de Clichy et de Saint-Ouen.
Il couvre environ onze hectares, soit la même superficie que le cimetière de Montmartre, ce qui en fait ex æquo le troisième cimetière intra muros le plus vaste après le Père-Lachaise et Montparnasse. Il comprend quelque 800 arbres (marronniers, érables, etc.).

## Personnalités inhumées dans le cimetière des Batignolles
Parmi les 15 000 sépultures figurent notamment celles des personnalités suivantes :
- Haut – A
- B
- C
- D
- E
- F
- G
- H
- I
- J
- K
- L
- M
- N
- O
- P
- Q
- R
- S
- T
- U
- V
- W
- X
- Y
- Z

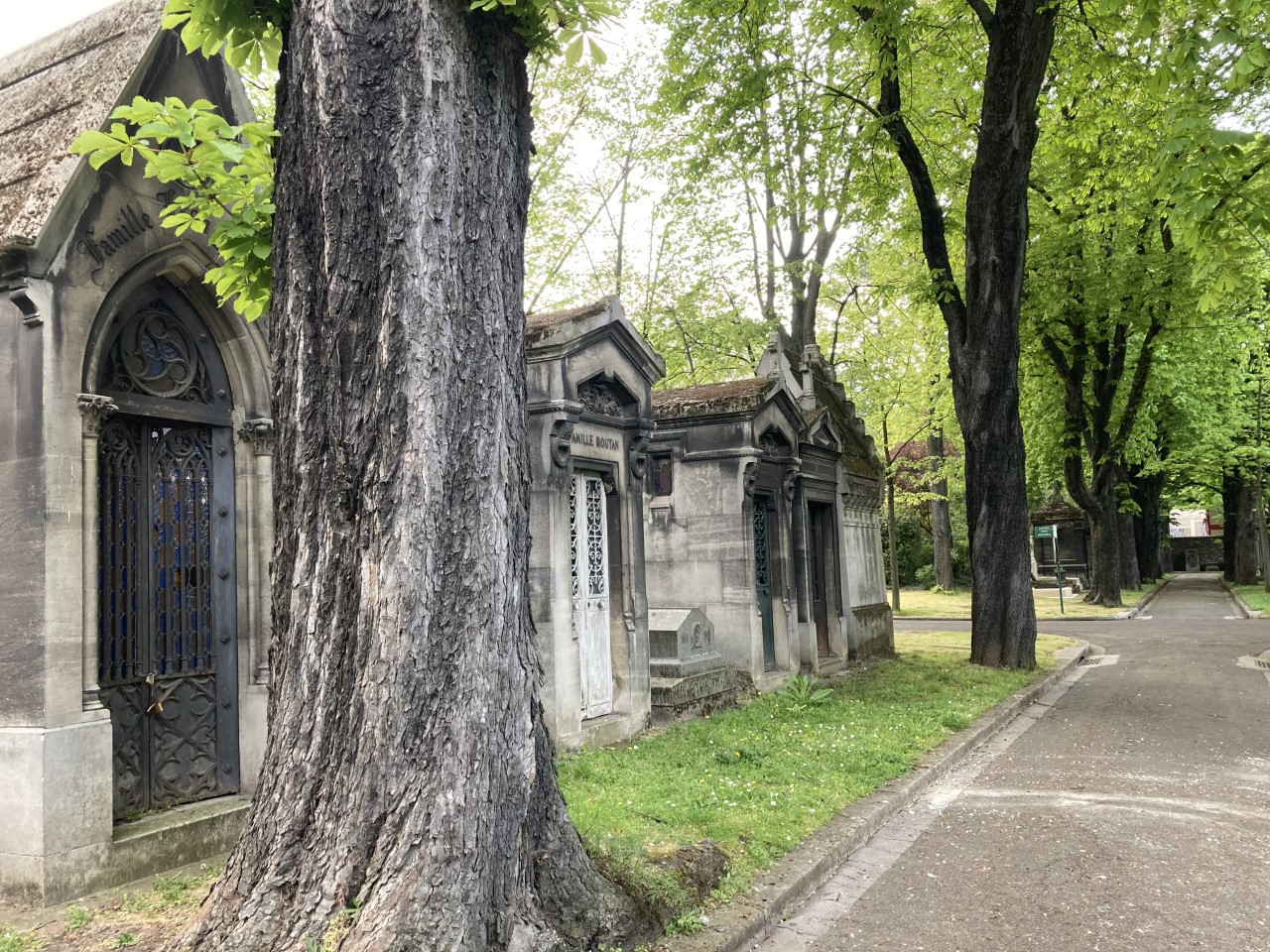
Une allée du cimetière.

- Haut – A
- B
- C
- D
- E
- F
- G
- H
- I
- J
- K
- L
- M
- N
- O
- P
- Q
- R
- S
- T
- U
- V
- W
- X
- Y
- Z

### A
| Nom                             | Métier                                                 | Division     | Photo |
| ------------------------------- | ------------------------------------------------------ | ------------ | ----- |
| Théodore Akimenko (1876-1945)   | compositeur                                            | 29e division |       |
| Émilienne d'Alençon (1870-1945) | danseuse de cabaret et courtisane                      | 1re division |       |
| Youly Algaroff (1918-1995)      | danseur étoile et imprésario russe naturalisé français | 27e division |       |
| Émile Anthoine (1882-1969)      | athlète                                                | 9e division  |       |
| Alphonse Aulard (1849-1928)     | historien                                              | 10e division |       |

- Haut – A
- B
- C
- D
- E
- F
- G
- H
- I
- J
- K
- L
- M
- N
- O
- P
- Q
- R
- S
- T
- U
- V
- W
- X
- Y
- Z

### B
| Nom                           | Métier                                         | Division     | Photo                                          |
| ----------------------------- | ---------------------------------------------- | ------------ | ---------------------------------------------- |
| Léon Bakst (1866-1924)        | peintre et décorateur                          | 25e division |                                                |
| André Barsacq (1909-1973)     | metteur en scène                               | 25e division |                                                |
| Alexandre Benois (1870-1960)  | peintre, décorateur et Scénographe             | 25e division |                                                |
| Élie Berthet (1815-1891)      | écrivain                                       | 31e division |                                                |
| Wanda de Boncza (1872-1902)   | comédienne, sociétaire de la Comédie-Française | 1re division |                                                |
| Marius Borgeaud (1851-1924)   | peintre                                        | 24e division |                                                |
| Lucien Bossoutrot (1890-1958) | aviateur et homme politique                    | 32e division |                                                |
| Jean Boyer (1901-1965)        | réalisateur et parolier de chansons populaires | 2e division  |                                                |
| Lucien Boyer (1876-1942)      | parolier et chansonnier montmartrois           | 2e division  |                                                |
| André Breton (1896-1966)      | écrivain et poète                              | 31e division | Avec l'épitaphe : « je cherche l'or du temps » |
| Lucienne Bréval (1869-1935)   | cantatrice                                     | 2e division  |                                                |
| Alfred Bruneau (1857-1934)    | compositeur                                    | 6e division  |                                                |

- Haut – A
- B
- C
- D
- E
- F
- G
- H
- I
- J
- K
- L
- M
- N
- O
- P
- Q
- R
- S
- T
- U
- V
- W
- X
- Y
- Z

### C
| Nom                           | Métier                                      | Division                                                  | Photo |
| ----------------------------- | ------------------------------------------- | --------------------------------------------------------- | ----- |
| Gaston Calmette (1858-1914)   | journaliste, directeur du journal Le Figaro | 15e division                                              |       |
| Blanche Cavelli (1875-1951)   | artiste lyrique et comédienne française     | 31e division                                              |       |
| Blaise Cendrars (1887-1961)   | écrivain                                    | 7e division Cénotaphe                                     |       |
| Fédor Chaliapine (1873-1938)  | chanteur d'opéra et acteur                  | 25e division. Cénotaphe depuis son transfert en URSS 1984 |       |
| Fernand Charpin (1887-1944)   | acteur                                      | 29e division                                              |       |
| Léo Chauliac (1913-1977)      | pianiste, compositeur et chef d'orchestre   | 17e division                                              |       |
| Ernest Christophe (1827-1892) | sculpteur                                   | 13e division                                              |       |

- Haut – A
- B
- C
- D
- E
- F
- G
- H
- I
- J
- K
- L
- M
- N
- O
- P
- Q
- R
- S
- T
- U
- V
- W
- X
- Y
- Z

### D
| Nom                                       | Métier                                         | Division                | Photo |
| ----------------------------------------- | ---------------------------------------------- | ----------------------- | ----- |
| André Dahl (1886-1932)                    | journaliste et écrivain                        | 9e division             |       |
| Albert Dalimier (1875-1936)               | homme politique                                | 30e division            |       |
| Adolphe Danhauser (1835-1896)             | musicien, pédagogue et compositeur             | 12e division            |       |
| Joseph Darnand (1897-1945)                | militaire et homme politique                   | 32e division            |       |
| Gabrielle Debillemont-Chardon (1860-1957) | artiste peintre et miniaturiste                | 9e division             |       |
| Jacques Debronckart (1934-1983)           | chanteur                                       | 25e division            |       |
| Armand Deperdussin (1860-1924)            | constructeur d’avions                          | 9e division             |       |
| Marguerite Deval (1866-1955)              | comédienne et chanteuse d'opérette             | 2e division             |       |
| Léon Dierx (1838-1912)                    | poète                                          | 16e division            |       |
| René Dorin (1891-1969)                    | chansonnier                                    | 32e division            |       |
| Pierre Dreyfus (1907-1994)                | haut fonctionnaire, PDG et ministre            | 10e division            |       |
| Huguette Duflos (1887-1982)               | comédienne, sociétaire de la Comédie-Française | 24e division            |       |
| Blanche Dufrêne (1874-1919)               | comédienne du Théâtre Sarah Bernhardt          | 28e division, 1re ligne |       |
| Marguerite Durand (1864-1936)             | journaliste et féministe                       | 10e division            |       |
| Hélène Dutrieu (1877-1961                 | aviatrice, coureuse automobile et cycliste     | 2e division             | )     |
| Odette Dulac (1865-1939)                  | artiste lyrique, chanteuse et femme de lettres | 21e division            |       |

- Haut – A
- B
- C
- D
- E
- F
- G
- H
- I
- J
- K
- L
- M
- N
- O
- P
- Q
- R
- S
- T
- U
- V
- W
- X
- Y
- Z

### E
| Nom                         | Métier                        | Division     | Photo |
| --------------------------- | ----------------------------- | ------------ | ----- |
| Charles Esquier (1871-1931) | poète, dramaturge et comédien | 30e division |       |
| Evdokim Egorov (1832-1891)  | peintre russe                 | 17e division |       |

- Haut – A
- B
- C
- D
- E
- F
- G
- H
- I
- J
- K
- L
- M
- N
- O
- P
- Q
- R
- S
- T
- U
- V
- W
- X
- Y
- Z

### F
| Nom                                | Métier                                                                                    | Division     | Photo |
| ---------------------------------- | ----------------------------------------------------------------------------------------- | ------------ | ----- |
| René Fache (1816-1891)             | sculpteur ; relief et médaillon par ses anciens élèves Corneille Theunissen et Léon Fagel | 13e division |       |
| Georges de Feure (1868-1943)       | peintre symboliste et créateur Art nouveau                                                | 27e division |       |
| Pierre-Eugène Fournier (1892-1972) | haut fonctionnaire                                                                        | 26e division |       |
| Micheline Francey (1919-1969)      | actrice                                                                                   | 29e division |       |

- Haut – A
- B
- C
- D
- E
- F
- G
- H
- I
- J
- K
- L
- M
- N
- O
- P
- Q
- R
- S
- T
- U
- V
- W
- X
- Y
- Z

### G
| Nom                                       | Métier                                    | Division     | Photo |
| ----------------------------------------- | ----------------------------------------- | ------------ | ----- |
| Lucien Gaillard (1861-1942)               | joaillier et orfèvre                      | 9e division  |       |
| Arnould Galopin (1863-1934)               | écrivain                                  | 30e division |       |
| Jacqueline Gauthier (1921-1982)           | actrice                                   | 17e division |       |
| Michel de Giers (1856-1932)               | ambassadeur de la Russie impériale        |              |       |
| Jean Giraudy (1904-2001)                  | avocat et publicitaire                    | 26e division |       |
| Prince Constantin Gortchakoff (1841-1926) |                                           | 24e division |       |
| Henri-Léon Gréber (1854-1941)             | sculpteur, médailleur et céramiste        | 11e division |       |
| Wladimir Guettée (1816-1892               | prêtre catholique converti à l'orthodoxie | 12e division |       |

- Haut – A
- B
- C
- D
- E
- F
- G
- H
- I
- J
- K
- L
- M
- N
- O
- P
- Q
- R
- S
- T
- U
- V
- W
- X
- Y
- Z

### H
| Nom                                       | Métier                                                                      | Division     | Photo |
| ----------------------------------------- | --------------------------------------------------------------------------- | ------------ | ----- |
| Romulus Antoine Hennon-Dubois (1799-1849) | artiste peintre                                                             |              |       |
| Henri-Robert (1863-1936)                  | avocat et historien                                                         | 13e division |       |
| Severiano de Heredia (1836-1901)          | président du conseil de Paris en 1879, ministre des Travaux publics en 1887 | 8e division  |       |
| Alfred Heurtaux (1893-1985)               | aviateur et député                                                          | 31e division |       |
| Henri Houpied (1921-1944)                 | mort pour la France                                                         |              |       |
| Jean Hubert (1885-1927)                   | constructeur d'avions                                                       | 24e division |       |
| André Hugon (1886-1960)                   | réalisateur du premier film parlant français                                | 2e division  |       |
| Victor-Pierre Huguet (1835-1902)          | peintre orientaliste                                                        | 11e division |       |
| Charles Humbert (1866-1927)               | député et sénateur                                                          | 24e division |       |
| Louis Huvey (1858-1954)                   | peintre, lithographe et affichiste français                                 | 31e division |       |
| Georges Louis Hyon (1840-1913)            | peintre français                                                            |              |       |

- Haut – A
- B
- C
- D
- E
- F
- G
- H
- I
- J
- K
- L
- M
- N
- O
- P
- Q
- R
- S
- T
- U
- V
- W
- X
- Y
- Z

### I
| Nom                                                                                              | Métier                                                              | Division     | Photo |
| ------------------------------------------------------------------------------------------------ | ------------------------------------------------------------------- | ------------ | ----- |
| Iona l'Enchanteresse (1888-1973) et ses parents Charles de Vere (1843-1931) et Okita (1852-1916) | tous trois prestidigitateurs                                        |              |       |
| Émile Isola (1860-1945) et Vincent Isola (1862-1947)                                             | prestidigitateurs et directeurs de salles de spectacles parisiennes | 9e division  |       |
| Paul d'Ivoi (1856-1915)                                                                          | romancier                                                           | 12e division |       |

- Haut – A
- B
- C
- D
- E
- F
- G
- H
- I
- J
- K
- L
- M
- N
- O
- P
- Q
- R
- S
- T
- U
- V
- W
- X
- Y
- Z

### L
| Nom                                    | Métier                                        | Division     | Photo |
| -------------------------------------- | --------------------------------------------- | ------------ | ----- |
| Jeanne Lauvernay-Petitjean (1875-1955) | artiste peintre                               | 31e division |       |
| Aimé Lepercq (1889-1944)               | homme politique et ingénieur                  | 26e division |       |
| René Lestelly (1904-1993)              | acteur                                        | 9e division  |       |
| Jean L'Herminier (1902-1953)           | officier de marine                            | 17e division |       |
| Sergueï Liapounov (1859-1924)          | compositeur russe                             | 24e division |       |
| Alfred Lindon (1867-1948)              | bijoutier et collectionneur                   | 26e division |       |
| Raymond Lindon (1901-1992)             | magistrat et maire d'Étretat                  | 26e division |       |
| Géo London (1885-1951)                 | écrivain et journaliste judiciaire            | 30e division |       |
| Alcide-Joseph Lorentz (1813-1889)      | peintre d'histoire, dessinateur et enseignant | 32e division |       |
| Éric Losfeld (1922-1979)               | éditeur                                       | 9e division  |       |

- Haut – A
- B
- C
- D
- E
- F
- G
- H
- I
- J
- K
- L
- M
- N
- O
- P
- Q
- R
- S
- T
- U
- V
- W
- X
- Y
- Z

### M
| Nom                              | Métier                                                                 | Division     | Photo |
| -------------------------------- | ---------------------------------------------------------------------- | ------------ | ----- |
| Jane Margyl (1874-1907)          | mezzo-soprano                                                          | 1re division |       |
| Gilbert Médéric-Védy (1902-1944) | résistant                                                              | 29e division |       |
| Gaston Modot (1887-1970)         | acteur                                                                 | 11e division |       |
| Fred Money (1882-1956)           | peintre et illustrateur                                                | 24e division |       |
| Robert Moor (1889-1972)          | acteur                                                                 | 26e division |       |
| André Mouëzy-Éon (1880-1967)     | dramaturge, auteur de comédies, librettiste, scénariste et dialoguiste | 2e division  |       |

- Haut – A
- B
- C
- D
- E
- F
- G
- H
- I
- J
- K
- L
- M
- N
- O
- P
- Q
- R
- S
- T
- U
- V
- W
- X
- Y
- Z

### N
| Nom                             | Métier                          | Division     | Photo |
| ------------------------------- | ------------------------------- | ------------ | ----- |
| Stacia Napierkowska (1891-1945) | actrice et danseuse             | 29e division |       |
| Dimitri Nelidov (1863-1935)     | diplomate russe                 | 27e division |       |
| Maurice Neumont (1868-1930)     | artiste peintre et affichiste   | 26e division |       |
| Georges Normandy (1882-1946)    | écrivain et critique littéraire | 16e division |       |

- Haut – A
- B
- C
- D
- E
- F
- G
- H
- I
- J
- K
- L
- M
- N
- O
- P
- Q
- R
- S
- T
- U
- V
- W
- X
- Y
- Z

### P
| Nom                               | Métier                         | Division              | Photo |
| --------------------------------- | ------------------------------ | --------------------- | ----- |
| Lorenzo Pagans (de) (1838-1883)   | compositeur espagnol           | 6e division           |       |
| Cora Pearl (1836-1886)            | artiste et courtisane anglaise | 31e division, relevée |       |
| Joséphin Peladan (1858-1918)      | écrivain et occultiste         | 6e division           |       |
| Maurice Pellé (1863-1924)         | général                        | 25e division          |       |
| Benjamin Péret (1899-1959)        | écrivain                       | 31e division          |       |
| Pierre Petit (1831-1909)          | photographe                    | 10e division          |       |
| Charles-Louis Pothier (1881-1962) | compositeur                    | 31e division          |       |
| Henri Pugliesi-Conti (1866-1936)  | amiral                         | 10e division          |       |

- Haut – A
- B
- C
- D
- E
- F
- G
- H
- I
- J
- K
- L
- M
- N
- O
- P
- Q
- R
- S
- T
- U
- V
- W
- X
- Y
- Z

### R
| Nom                                                                       | Métier                              | Division     | Photo |
| ------------------------------------------------------------------------- | ----------------------------------- | ------------ | ----- |
| Maurice Renders (1877-1951)                                               | peintre français                    | 8e division  |       |
| Léon Riotor (1865-1946)                                                   | homme de lettres et homme politique | 27e division |       |
| Marcel Rochas (1902-1955) ainsi que son épouse Hélène Rochas (1921- 2011) | couturier et parfumeur              | 8e division  |       |
| Édouard Rosset-Granger (1853-1934)                                        | peintre et illustrateur             | 11e division |       |

- Haut – A
- B
- C
- D
- E
- F
- G
- H
- I
- J
- K
- L
- M
- N
- O
- P
- Q
- R
- S
- T
- U
- V
- W
- X
- Y
- Z

### S
| Nom                           | Métier                            | Division     | Photo |
| ----------------------------- | --------------------------------- | ------------ | ----- |
| Saint-Granier (1890-1976)     | chanteur, acteur et scénariste    | 13e division |       |
| Edouard Salustro (1929-2013)  | expert comptable                  | 21e division |       |
| Marion Sarraut (1938-2021)    | réalisatrice et metteuse en scène | 6e division  |       |
| René Sergent (1865-1927)      | architecte                        | 12e division |       |
| Aimé Simon-Girard (1889-1950) | chanteur d'opérette et acteur     | 24e division |       |
| Jules de Spoly (1884-1957)    | acteur et écrivain                | 29e division |       |
| Madeleine Suffel (1899-1974)  | actrice                           | 9e division  |       |
| Sylvie (1883-1970)            | actrice                           |              |       |

- Haut – A
- B
- C
- D
- E
- F
- G
- H
- I
- J
- K
- L
- M
- N
- O
- P
- Q
- R
- S
- T
- U
- V
- W
- X
- Y
- Z

### T
| Nom                           | Métier                              | Division     | Photo |
| ----------------------------- | ----------------------------------- | ------------ | ----- |
| Geneviève Tabouis (1892-1985) | historienne et journaliste          | 27e division |       |
| Gilles Tautin (1950-1968)     | militant maoïste                    | 29e division |       |
| Aimée Tessandier (1851-1923)  | comédienne                          | 28e division |       |
| Maurice Teynac (1915-1992)    | acteur et metteur en scène          | 30e division |       |
| Toyen (1902-1980)             | artiste peintre tchèque surréaliste | 2e division  |       |

- Haut – A
- B
- C
- D
- E
- F
- G
- H
- I
- J
- K
- L
- M
- N
- O
- P
- Q
- R
- S
- T
- U
- V
- W
- X
- Y
- Z

### V
| Nom                              | Métier                               | Division      | Photo |
| -------------------------------- | ------------------------------------ | ------------- | ----- |
| Charles Valois (1820-1899)       | homme de lettres, poète et romancier | 12e division  |       |
| Ray Ventura (1908-1979)          | chef d'orchestre                     | 32e division  |       |
| Paul Verlaine (1844-1896)        | poète                                | (11e division |       |
| Michèle Verly (1909-1952)        | actrice                              | 31e division  |       |
| Paul Vidal (1863-1931)           | compositeur                          | 26e division  |       |
| Raymond Villechanoux (1899-1931) | aviateur français                    | 26e division. |       |
| Georges Vorelli (1883-1932)      | chanteur d'opéra                     | 30e division  |       |
| Édouard Vuillard (1868-1940)     | peintre                              | 26e division  |       |

- Haut – A
- B
- C
- D
- E
- F
- G
- H
- I
- J
- K
- L
- M
- N
- O
- P
- Q
- R
- S
- T
- U
- V
- W
- X
- Y
- Z

### W
| Nom                                                     | Métier | Division     | Photo |
| ------------------------------------------------------- | --- | ------------ | ----- |
| Maurice de Waleffe (Maurice Cartuyvels dit) (1874-1946) | journaliste et écrivain, créateur en 1920 du prix de beauté La plus belle femme de France futur concours Miss France | 29e division |       |
| Conrad Wepler (1785-1835)                               | né à Flomersheim, dans le Palatinat, ancien soldat de la Grande Armée, marchand de vin - traiteur sur l'avenue de Clichy. La guinguette, après plusieurs déménagements, deviendra une brasserie parisienne, sous le nom de Wepler. | 20e division |       |
| Prince Pierre Wolkonsky (1897-1925)                     | gendre du compositeur Serge Rachmaninoff | 24e division |       |

- Haut – A
- B
- C
- D
- E
- F
- G
- H
- I
- J
- K
- L
- M
- N
- O
- P
- Q
- R
- S
- T
- U
- V
- W
- X
- Y
- Z

### Z
| Nom                        | Métier       | Division     | Photo |
| -------------------------- | ------------ | ------------ | ----- |
| André Zirnheld (1913-1942) | parachutiste | 24e division |       |

## Sépultures russes
Avant l'aménagement du cimetière russe de Sainte-Geneviève-des-Bois, de nombreuses familles russe-orthodoxes de l'émigration russe blanche en France ont commencé à y enterrer leurs morts. Ils n'ont pas de carré spécifique et leurs tombes sont disséminées dans le cimetière, surtout dans les divisions 24, 25 et 30 : on y trouve par exemple les tombes de l'ambassadeur Georges Bakhmeteff et de sa famille, du peintre Léon Bakst, du chanteur lyrique Fédor Chaliapine, de l'ambassadeur Michel de Giers, du compositeur Sergueï Liapounov, de l'homme politique Pavel Milioukov, l'industriel Pavel Riabouchtchinski, et différents membres de l'ancienne aristocratie (Belosselsky-Belozersky, Lopoukhine,  Obolensky, Troubetzkoy, Wolkonsky...), ainsi que de simples émigrés et leurs descendants, comme le danseur Youly Algaroff.